# Paris Pişmiş
Paris Maria Pişmiş (orm. Մարի Սուքիասյան, ur. 30 stycznia 1911, zm. 1 sierpnia 1999) – ormiańska astronom.

## Życiorys
Urodziła się w Konstantynopolu, należącym wtedy do Imperium Osmańskiego. Pracowała w Meksyku od 1940 roku do śmierci w 1999 roku. Była pierwszą kobietą, absolwentką Wydziału Naukowego Uniwersytetu Stambulskiego.
Zajmowała się badaniami kinematyki galaktyk, obszarami H II, strukturą gromad otwartych oraz mgławicami planetarnymi. Zestawiła katalog zawierający 22 gromady otwarte oraz 2 kuliste znajdujące się na południowej półkuli nieba.